# Kvindevalgretsforeningen

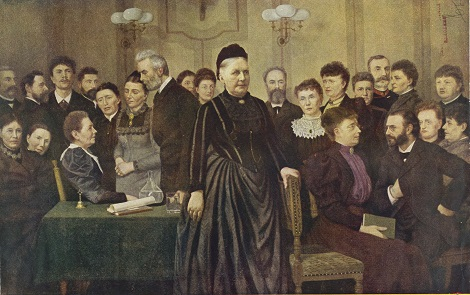
Line Luplau i förgrunden i Marie Luplaus gruppporträtt av rösträttsrörelsens medlemmar (1897).

Kvindevalgretsforeningen (KVF) var en dansk kvinnorättsorganisation, verksam mellan 1889 och 1898. Syftet var att verka för kvinnlig rösträtt.  KVF drev en kortvarig men intensiv kampanj under sina första år, men organisationen var kraftigt centrerad kring sin grundare Line Luplau och tappade kraft och upplöstes efter hennes död. 

## Historik
KVF grundades 1889 av Line Luplau för att verka för införandet av rösträtt för kvinnor. KVF organiserade möten och deltog i valmöten, där de frågade valkandidaterna om deras hållning i frågan. Det första mötet hölls 15 februari 1889 med 1500 deltagare. Bland dess deltagare fanns Luplau, Louise Nørlund, Johanne Meyer, Fredrik Bajer och Jens Christian Hostrup.
KVF bars fram av Luplau som person och efter hennes död 1891 upphörde intresset för organisationen.
Hennes efterträdare Louise Nørlund gav upp sitt ordförandeskap efter endast två år och avslutade sitt offentliga engagemang och drog sig tillbaka till familjelivet. Nielsine Nielsen valdes till hennes efterträdare, men KVF upplöstes då hon avgick 1898.
När Nielsine Nielsen avgick övertogs KVF:s intressen av Köpenhamns-avdelningen av Dansk Kvindesamfund.

## Ordförande
- 1889–1891: Line Luplau
- 1891–1893: Louise Nørlund
- 1893–1898: Nielsine Nielsen